# Кузиха (река)
Кузиха — река в России, протекает по Свердловской области.
Устье реки находится на 46-м км правого берега реки Ревда. Длина реки составляет 11 км.

## Данные водного реестра
По данным государственного водного реестра России относится к Камскому бассейновому округу, водохозяйственный участок реки — Ревда от истока до Новомариинского гидроузла, речной подбассейн реки — Кама до Куйбышевского водохранилища (без бассейнов рек Белой и Вятки). Речной бассейн реки — Кама.
Код объекта в государственном водном реестре — 10010100412111100010197.